# Turnitin

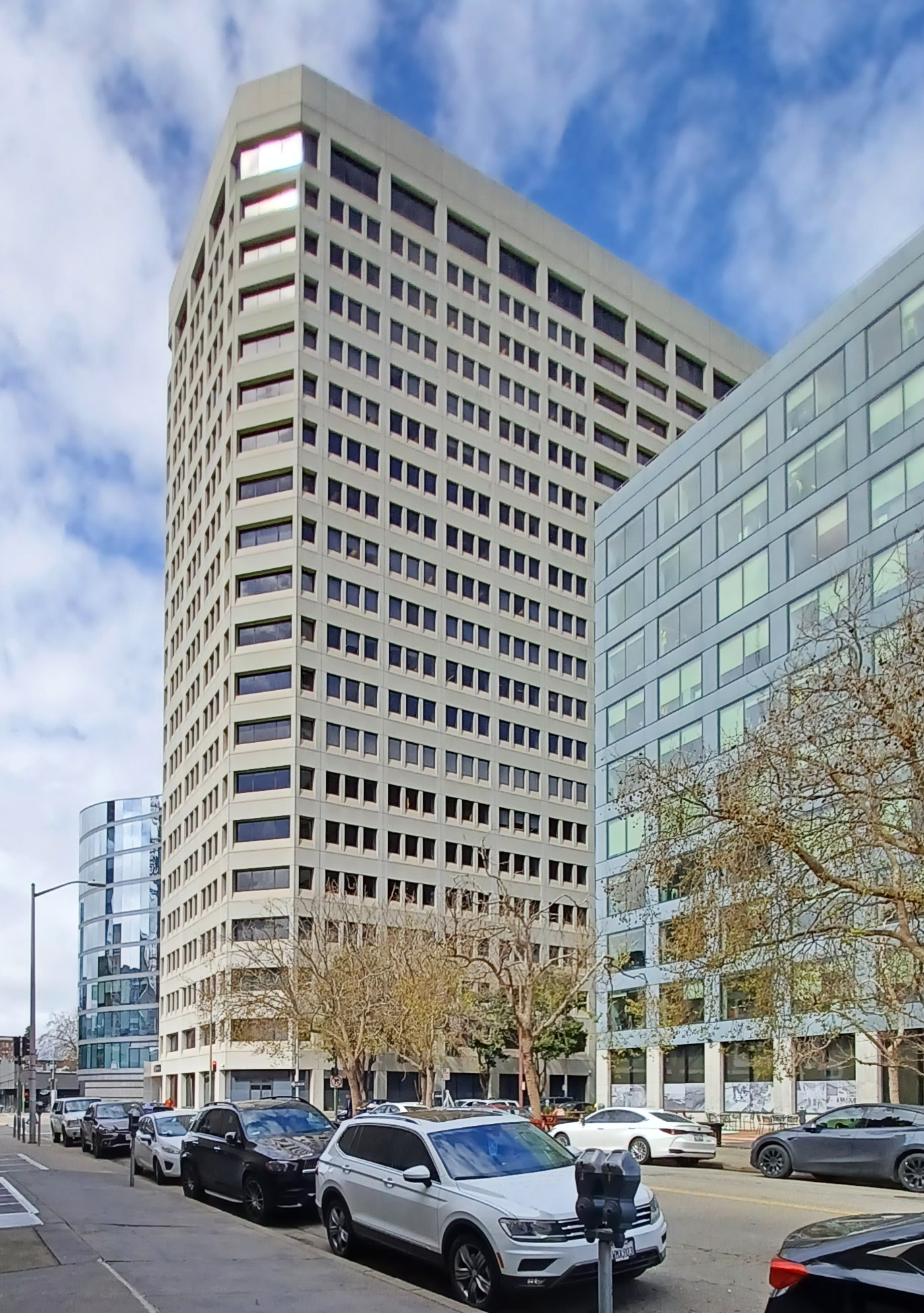
Localização do escritório da Turnitin em Oakland

O Turnitin (estilizado como turnitin) é um serviço de detecção de similaridade baseado na internet, administrado pela empresa americana Turnitin, LLC, uma subsidiária da Advance Publications.
Fundada em 1998, ela vende suas licenças para universidades e escolas de ensino médio que usam o site de software como serviço (SaaS) para verificar os documentos enviados em relação ao seu banco de dados e ao conteúdo de outros sites com o objetivo de identificar plágio. Os resultados podem identificar semelhanças com fontes existentes e também podem ser usados na avaliação formativa para ajudar os alunos a aprender a evitar o plágio e melhorar sua redação.
Os alunos podem ser solicitados a enviar trabalhos ao Turnitin como requisito para participar de um determinado curso ou aula. O software tem sido uma fonte de controvérsia, com alguns alunos se recusando a enviar, argumentando que a exigência de envio implica em presunção de culpa. Alguns críticos alegaram que o uso desse software proprietário viola a privacidade educacional, bem como as leis internacionais de propriedade intelectual, e explora os trabalhos dos alunos para fins comerciais, armazenando-os permanentemente no banco de dados privado do Turnitin.
A Turnitin, LLC também administra o site informativo plagiarism.org e oferece um serviço semelhante de detecção de plágio para editores de jornais e editoras de livros e revistas chamado iThenticate. Outras ferramentas incluídas no pacote Turnitin são o GradeMark (avaliação on-line e feedback corretivo) e o PeerMark (serviço de revisão por pares para estudantes).
Em março de 2019, a Advance Publications adquiriu a Turnitin, LLC por US$ 1,75 bilhão.
No Reino Unido, o serviço é apoiado e promovido pelo JISC como 'Serviço de Detecção de Plágio Turnitin UK'. O serviço é operado pela iParadigms, em conjunto com a Northumbria Learning, o revendedor europeu do serviço.

## Funcionalidade
O software Turnitin verifica se há conteúdo potencialmente não original comparando os artigos enviados a vários bancos de dados usando um algoritmo proprietário. Ele examina seus próprios bancos de dados e também tem acordos de licenciamento com grandes bancos de dados acadêmicos proprietários.

### Banco de dados de artigos de alunos
As redações enviadas pelos alunos são armazenadas em um banco de dados usado para verificar se há plágio. Isso impede que um aluno use o trabalho de outro estudante, identificando o texto correspondente entre os trabalhos. Além dos trabalhos dos alunos, o banco de dados contém uma cópia da internet acessível ao público, com a empresa usando um rastreador da web para adicionar continuamente conteúdo ao arquivo da Turnitin. Ele também contém páginas comerciais e/ou protegidas por direitos autorais de livros, jornais e periódicos.

### Integração em sala de aula
Se solicitado pelos professores, os alunos podem carregar seus trabalhos diretamente no serviço, para que os professores os acessem lá. Os professores também podem enviar os trabalhos dos alunos para o Turnitin.com como arquivos individuais, por upload em massa ou como um arquivo ZIP. Os professores podem ainda definir opções de análise de tarefas para que os alunos possam revisar os "relatórios de originalidade" do sistema antes de finalizar o envio. Uma opção de revisão por pares também está disponível.
Alguns ambientes virtuais de aprendizagem podem ser configurados para suportar o Turnitin, de modo que os trabalhos dos alunos possam ser enviados automaticamente para análise. Blackboard, Moodle, ANGEL, Instructure, Desire2Learn, Pearson Learning Studio, Sakai e Studywiz integram-se de alguma forma com o software.

### Aplicativos de admissão
Em 2019, a Turnitin começou a analisar os materiais de inscrição de admissão por meio de um software parceiro, o Kira Talent.

## Recepção

### Privacidade
A União dos Estudantes da Universidade de Dalhousie criticou o uso do Turnitin nas universidades canadenses porque o governo americano pode ter acesso aos trabalhos enviados e às informações pessoais no banco de dados, de acordo com a Lei PATRIOT dos EUA. A Universidade Mount Saint Vincent tornou-se a primeira universidade canadense a banir o serviço do Turnitin, em parte devido às implicações da Lei.

### Preocupações com violação de direitos autorais
Os advogados da empresa alegam que o trabalho dos alunos está coberto pela teoria da licença implícita de avaliação, uma vez que seria inútil escrever as redações se elas não fossem para ser avaliadas. Essa licença implícita, argumentam os advogados, concede à Turnitin permissão para copiar, reproduzir e preservar os trabalhos. Os advogados da empresa alegam ainda que as dissertações e teses também trazem consigo uma permissão implícita de arquivamento em uma coleção acessível ao público, como uma biblioteca universitária.
O professor da Faculdade de Direito da Universidade de Minnesota, Dan Burk, rebateu que o uso dos documentos pela empresa pode não atender ao teste de uso justo por vários motivos:
- A empresa copia o trabalho inteiro, não apenas uma parte.
- O trabalho dos alunos geralmente é original, interpretativo e criativo, e não apenas uma compilação de fatos estabelecidos.
- A Turnitin é uma empresa comercial.[11]

Quando um grupo de alunos entrou com uma ação contra a Turnitin com base nisso, em Vanderhye et al. vs iParadigms LLC, o tribunal distrital considerou que a prática se enquadrava no uso justo; em recurso, o Tribunal de Apelações dos Estados Unidos para o Quarto Circuito afirmou.

### Presunção de culpa
Alguns alunos argumentam que exigir que eles enviem trabalhos ao Turnitin cria uma presunção de culpa, o que pode violar os códigos disciplinares escolares e as leis locais e práticas judiciais aplicáveis. Alguns professores apóiam esse argumento quando tentam desencorajar as escolas a usar o Turnitin.

### WriteCheck
A iParadigms, empresa que já foi proprietária do Turnitin, administrava outro site comercial chamado WriteCheck. Nesse site, os alunos pagavam uma taxa para que um trabalho fosse testado em relação ao banco de dados usado pelo Turnitin para determinar se o trabalho seria ou não detectado como plágio quando o aluno enviasse o trabalho para o site do Turnitin. Foi anunciado que o produto WriteCheck seria retirado em 2020 e que não seriam aceitas novas assinaturas após novembro de 2019. O economista Alex Tabarrok reclamou que os sistemas da Turnitin "são senhores da guerra que estão armando os dois lados nessa guerra de plágio". O site não está mais ativo.

## Litígio
Em uma disputa bem divulgada sobre os envios obrigatórios do Turnitin, Jesse Rosenfeld, um estudante da Universidade McGill, recusou-se, em 2004, a enviar seu trabalho acadêmico ao Turnitin. O Senado da Universidade acabou decidindo que as tarefas de Rosenfeld deveriam ser avaliadas sem o uso do serviço. No ano seguinte, outra aluna da McGill, Denise Brunsdon, recusou-se a enviar sua tarefa para o Turnitin.com e obteve uma decisão semelhante do Comitê do Senado sobre Queixas de Estudantes.
Em 2006, o Senado da Universidade Mount Saint Vincent, na Nova Escócia, proibiu o envio de trabalhos acadêmicos dos alunos ao Turnitin.com e a qualquer software que exija que os trabalhos dos alunos façam parte de um banco de dados externo ao qual outras partes possam ter acesso. Essa decisão foi concedida depois que o sindicato dos alunos alertou a comunidade universitária sobre suas preocupações legais e de privacidade associadas ao uso do Turnitin.com e de outros dispositivos antiplágio que lucram com os trabalhos acadêmicos dos alunos. Essa foi a primeira proibição desse tipo em todo o campus no Canadá, após as decisões de Princeton, Harvard, Yale e Stanford de não usar o Turnitin.
Na Universidade Metropolitana de Toronto, em Toronto, os alunos podem decidir se querem enviar seus trabalhos para o Turnitin.com ou fazer acordos alternativos com um instrutor. Políticas semelhantes estão em vigor na Universidade de Brock, em St. Catharines.
Em 27 de março de 2007, com a ajuda de um advogado especializado em propriedade intelectual, dois alunos da Escola de Ensino Médio McLean, na Virgínia (com a assistência do Comitê de Direitos dos Estudantes) e dois alunos da Escola de Ensino Médio Desert Vista, em Phoenix, Arizona, entraram com uma ação no Tribunal de Circuito dos Estados Unidos (Distrito Leste, Divisão de Alexandria) alegando violação de direitos autorais pela iParadigms, a empresa controladora da Turnitin. Quase um ano depois, o juiz Claude M. Hilton concedeu julgamento sumário sobre a reclamação dos alunos em favor da iParadigms/Turnitin, porque eles haviam aceitado o acordo de click-wrap no site da Turnitin. Os alunos recorreram da decisão, e, em 16 de abril de 2009, o Tribunal de Apelações dos Estados Unidos para o Quarto Circuito confirmou a sentença do juiz Hilton em favor do iParadigms/Turnitin.

## Falhas

### Codificações ad hoc, fontes e representação de texto
Várias falhas e bugs no software de detecção de plágio Turnitin foram documentados na literatura científica. Em particular, foi comprovado que o Turnitin é vulnerável a:
1. codificações de texto ad hoc,
2. glifos rearranjados em uma fonte de computador,
3. texto substituído por curvas de Bézier que representam sua forma.

### Parafraseamento automatizado
Outro estudo mostrou que o Turnitin não conseguiu detectar o texto produzido por ferramentas populares de parafraseamento gratuitas da internet. Além disso, técnicas mais sofisticadas de aprendizado de máquina, como a paráfrase automatizada, podem produzir texto natural e expressivo, o que é praticamente impossível de ser detectado pelo Turnitin. Além disso, a rotação de artigos não foi reconhecida pelo Turnitin. Questionado sobre a situação, o então vice-presidente de marketing da Turnitin, Chris Harrick, disse que a empresa estava "trabalhando em uma solução", mas que isso "não era uma grande preocupação" porque, em sua opinião, "a qualidade dessas ferramentas é muito ruim".

### Resposta da Turnitin
Vários anos depois, a Turnitin publicou um artigo intitulado "Os alunos podem enganar o Turnitin? Alguns alunos acreditam que podem 'vencer' o Turnitin empregando várias táticas". A empresa negou qualquer problema técnico e disse que "os autores desses 'truques' são, em sua maioria, fábricas de redações". O artigo então listou alguns possíveis "truques" e como o Turnitin pretendia lidar com eles, sem mencionar literatura científica, tratados técnicos ou exemplos de código de computador.

## Outras críticas
O acadêmico italiano Michele Cortelazzo, professor titular de linguística, que também estuda a atribuição de direitos autorais e a semelhança entre textos, observou que, ironicamente, é impossível dizer se o código-fonte do Turnitin foi plagiado de outras fontes, porque ele não é de código aberto. Pelo mesmo motivo, não se sabe quais metodologias científicas, se houver, o Turnitin usa para avaliar os artigos.
Em 2009, um grupo de pesquisadores da Universidade de Tecnologia do Texas relatou que muitos dos casos de "não originalidade" encontrados pelo Turnitin não são plágio, mas apenas o uso de jargões, termos de cursos ou frases que apareceram por motivos legítimos. Por exemplo, os pesquisadores encontraram altas porcentagens de material sinalizado nos termos do tópico dos artigos (por exemplo, "aquecimento global") ou "frases do tópico", que eles definiram como o tópico do artigo com algumas palavras adicionadas (por exemplo, "a prevalência da obesidade infantil continua a aumentar").
A Turnitin também foi criticada por pagar palestrantes em conferências sobre educação e redação.